# Dindo Yogo
Dindo Yogo (Lokutu, 30 dicembre 1955 – Kinshasa, 23 agosto 2000) è stato un cantante di soukous ("rumba congolese") della Repubblica Democratica del Congo.
Théodore Djangi Dindo Yogo, noto come Dindo Yogo (Lokutu, 30 dicembre 1955 – Kinshasa, 23 agosto 2000), è stato un cantante congolese, fra i più noti interpreti del genere soukous, noto anche come rumba congolese. Il suo timbro vocale inconfondibile gli valse il soprannome di La Voix Cassée ("la voce rotta").

## Biografia
Dindo Yogo nacque a Lokutu, nell'attuale Repubblica Democratica del Congo (all'epoca Zaire), il 30 dicembre 1955. Crebbe a Kinshasa, dove iniziò a suonare la chitarra in vari gruppi locali. Entrò poi nell'Orchestra Macchi, una delle band soukous più popolari dell'epoca. All'interno del gruppo ottenne il primo successo con il brano Beyuna. Dopo essere stato espulso dal gruppo nel 1975, fondò la sua formazione, Etumba Na N'gwaka, con cui compose Lola Muana, uno dei suoi brani più noti.
Nel 1978, Yogo stava per abbandonare la carriera musicale quando fu invitato da Papa Wemba a unirsi alla neonata Viva La Musica. Con questa formazione compose e interpretò brani di successo come Sina Ndungu e Keni Ya Bolingo.
Nel 1981, lasciò i Viva La Musica e fondò i 7 Patrons de Langa Langa Stars, insieme a Evoloko Jocker, Djuna Djanana ed altri musicisti. Il gruppo fu sostenuto dal produttore Verckys Kiamuangana e divenne noto per la formula dei sette cantanti solisti. Nel 1984 Dindo Yogo si unì agli Zaïko Langa Langa, una delle più importanti orchestre congolesi, dove militò fino al 1991.
Nel corso degli anni '90 proseguì la sua carriera da solista, collaborando con varie formazioni tra cui Nguaka Aye e una nuova incarnazione della sua Etumba Na N'gwaka. Le sue canzoni erano note per affrontare temi sociali come la povertà, la corruzione e l’ingiustizia.
Morì il 23 agosto 2000 a Kinshasa, stroncato da un infarto all'età di 44 anni.

## Stile musicale
Yogo era soprannominato La Voix Cassée per la sua voce roca ed espressiva. La sua capacità di trasmettere emozioni forti e il suo stile interpretativo lo resero una figura centrale del panorama musicale congolese dagli anni ’70 ai primi anni 2000. La sua produzione include sia canzoni d’amore che brani impegnati socialmente.

## Discografia
- Dindo Yogo (1987) – Afro Rythmes
- Productions Mayala Présente Dindo Yogo (1989) – Flash Diffusion Business
- La vie est heureuse quand on se sent aimer (2011) – Flash Diffusion Business
- Willo Mondo & La Congolaise (2012) – Flash Diffusion Business
- Pour un nouveau départ (Le duo père et fils) (2000) – Le Monde des Artistes

## Eredità
Dindo Yogo è considerato uno dei principali esponenti della rumba e del soukous congolese. Il suo stile vocale, la sua capacità compositiva e il suo carisma sul palco hanno influenzato intere generazioni di musicisti africani. Ancora oggi è ricordato per la sua autenticità e per l'impegno sociale che traspare da molte delle sue canzoni.